# Купър (окръг, Мисури)
Купър (на английски: Cooper County) е окръг в щата Мисури, Съединени американски щати. Площта му е 1476 km², а населението - 16 670 души (2000). Административен център е град Бунвил.